# Mãe Regina de Iemanjá
Regina Topázio Sowzer ou Regina Topázio de Souza (Salvador, Bahia - 7 de Setembro 1911 - 25 de Setembro de 2009), conhecida como Mãe Regina de Iemanjá e Regina Bamboxê por pertencer a família de Rodolfo Martins de Andrade Bamboxê Obiticô seu bisavô, filha de Felisberto Sowzer e neta de Maria Julia Andrade Sowzer. Ialorixá do Candomblé do Rio de Janeiro. Foi iniciada no Candomblé por mãe Judith de Oiá e foi uma ialorixá brasileira.
Filha de Damásia Topázio Sowzer e Felisberto Américo Sowzer (Benzinho Bamboxê), foi iniciada no candomblé aos seis anos de idade. Em 1957, depois de ficar viúva, deixou seus três filhos em Salvador e mudou-se para o Rio de Janeiro. Morou no bairro de Cavalcante, onde fundou o Axé Ilê Iamim, mas em seguida se transferiu para Santa Cruz da Serra, no município de Caxias.
Recebeu em 2006 o prêmio Camélia da Liberdade, oferecido pelo Centro de Articulação de Populações Marginalizadas (CEAP).